# Laphria luteipennis
Laphria luteipennis är en tvåvingeart som först beskrevs av Macquart 1848.  Laphria luteipennis ingår i släktet Laphria och familjen rovflugor. Inga underarter finns listade i Catalogue of Life.